# Syväjärvi (sjö i Finland, Södra Karelen)
Syväjärvi är en sjö i Finland. Den ligger i kommunen Villmanstrand i landskapet Södra Karelen, i den södra delen av landet, 170 km öster om huvudstaden Helsingfors. Syväjärvi ligger 51 meter över havet. I omgivningarna runt Syväjärvi växer i huvudsak blandskog. Arean är 26,6 hektar och strandlinjen är 3,1 kilometer lång. Sjön  ingår i Urpalanjokis huvudavrinningsområde. 